# Alain Touraine
Alain Touraine (3. srpna 1925 Hermanville-sur-Mer – 9. června 2023) byl francouzský sociolog. Čerpal z díla Georgese Friedmanna, Karla Marxe, Georga Gurvitche a Talcotta Parsonse. V jeho pojetí společnost nebyl na jedincích nezávislou entitou, ani ji nešel redukovat na její funkce, ale byl neustále redefinovaným výsledkem konfliktů, v nichž proti sobě stáli kolektivní aktéři – společenské třídy či sociální hnutí.

## Životopis
Alain Touraine se narodil v Hermanville ve Francii 3. srpna 1925 jako syn lékaře Alberta Tourainea a Odette Cleret. Byl to francouzský intelektuál a získal vzdělání na Ecole Normale Superieure. Ze studií na ENS odešel na výzkumnou cestu do Maďarska. Jeho perspektiva se dále rozšířila, když v roce 1952 odešel na Harvard, kde studoval s Talcottem Parsonsnem. Tato zkušenost je zřejmá v jeho studiích průmyslu po návratu do Francie a v jeho snaze vybudovat teorii globálních systémů, která si klade za cíl vyhnout se nástrahám marxismu i funkcionalismu.

## Teorie Rozchodu aktéra se systémem
Touraine pojednával o moderní společnosti a jejich abstraktních strukturách v díle Critique de la modernité. Zatím co Anthony Giddens tvrdí, že struktury moderní společnosti umožňují rozšíření možností všech členů sociálních společenství, Touraine zastával názor opačný. Alain Touraine viděl v těchto strukturách hlavně dohled a kontrolu nad jednotlivými sociálními aktéry. Upozorňoval na nebezpečné vlastnosti jako například snaha o ovlivnění chování členů společnosti těmi, kdo ze systému profitují, nebo utlačování a omezování autonomie lidí. Tyto všechny aspekty moderních systémů ohrožují rozvoj moderního individualismu. Touraine se domníval, že nadvláda nad individuem stále přetrvává z tradičních společenstev, avšak to, že je méně brutální, neznamená, že se její vliv zmenšil. V moderní společnosti je tedy podle Touraina individualismus deformován a utlačován.

## Boj o historicitu
Touraine ve svých dílech často pojednával o sociálních hnutích a považuje se za jednoho z jejich nejznámějších evropských analytiků. Podle Touraina žijeme v určitém kulturním prostředí s komplikovanými a často konfliktními vztahy. Prostředí je naplněno lidmi, kteří žijí ve shodě nebo ve vzájemném konfliktu. Tento nový typ společnosti, který se formoval v průběhu 20. let pojmenoval společností postindustriální. Zatímco v industriální společnosti vidí hlavní soupeře mezi kapitalisty a dělnickými hnutími, v nové postindustriální společnosti již dominují produkce a distribuce. Boj o historicitu je hlavním rozporem této nové společnosti, který staví do konfliktu sociální hnutí a takzvané totalizující technoelity. Snahou sociálních hnutí v tomto boji je snaha o kulturní změnu a nový životní styl nezávislý na elitách.